# 布斯維爾 (路易斯安那州)
布斯維爾（英語：Boothville）是位於美國路易斯安那州普拉克明茲堂區的一個普查規定居民點。

## 人口
根據2020年美國人口普查的數據，布斯維爾的面積為9.64平方千米，當中陸地面積為5.56平方千米，而水域面積為4.08平方千米。當地共有人口10576人，而人口密度為每平方千米1,097.1人。